# Cryptogonodesmus fuhrmanni
Cryptogonodesmus fuhrmanni är en mångfotingart som beskrevs av Carl 1914. Cryptogonodesmus fuhrmanni ingår i släktet Cryptogonodesmus och familjen Fuhrmannodesmidae. Inga underarter finns listade i Catalogue of Life.